# Ișim
Ishim (în rusă Ишим) este un oraș din Regiunea Tiumen, Federația Rusă și are o populație de 67.757 locuitori.

## Geografie

### Climat
| Date climatice pentru Ișim | Date climatice pentru Ișim | Date climatice pentru Ișim | Date climatice pentru Ișim | Date climatice pentru Ișim | Date climatice pentru Ișim | Date climatice pentru Ișim | Date climatice pentru Ișim | Date climatice pentru Ișim | Date climatice pentru Ișim | Date climatice pentru Ișim | Date climatice pentru Ișim | Date climatice pentru Ișim | Date climatice pentru Ișim |
| Luna                       | Ian                        | Feb                        | Mar                        | Apr                        | Mai                        | Iun                        | Iul                        | Aug                        | Sep                        | Oct                        | Nov                        | Dec                        | Anual                      |
| -------------------------- | -------------------------- | -------------------------- | -------------------------- | -------------------------- | -------------------------- | -------------------------- | -------------------------- | -------------------------- | -------------------------- | -------------------------- | -------------------------- | -------------------------- | -------------------------- |
| Maxima medie °C (°F)       | −12.4 (9,7)                | −10.1 (13,8)               | −2.1 (28,2)                | 8.8 (47,8)                 | 18.2 (64,8)                | 23.6 (74,5)                | 24.6 (76,3)                | 21.8 (71,2)                | 15.5 (59,9)                | 7.5 (45,5)                 | −3.7 (25,3)                | −9.8 (14,4)                | 6,8 (44,2)                 |
| Media zilnică °C (°F)      | −16.9 (1,6)                | −15.5 (4,1)                | −7.7 (18,1)                | 3.6 (38,5)                 | 11.9 (53,4)                | 17.6 (63,7)                | 18.9 (66)                  | 16.3 (61,3)                | 10.4 (50,7)                | 3.4 (38,1)                 | −7.4 (18,7)                | −14.1 (6,6)                | 1,7 (35,1)                 |
| Minima medie °C (°F)       | −21.4 (−6.5)               | −20.8 (−5.4)               | −13.3 (8,1)                | −1.6 (29,1)                | 5.5 (41,9)                 | 11.5 (52,7)                | 13.3 (55,9)                | 10.8 (51,4)                | 5.3 (41,5)                 | −0.7 (30,7)                | −11 (12,2)                 | −18.4 (−1.1)               | −3,4 (25,9)                |
| Minima istorică °C (°F)    | −42.7 (−44.9)              | −43.2 (−45.8)              | −36.5 (−33.7)              | −24.3 (−11.7)              | −7.3 (18,9)                | −2.6 (27,3)                | 2.6 (36,7)                 | −1.5 (29,3)                | −7.6 (18,3)                | −20.4 (−4.7)               | −37.6 (−35.7)              | −44.1 (−47.4)              | −44,1 (−47,4)              |
| Precipitații mm (inches)   | 21.1 (0.831)               | 13.3 (0.524)               | 16.7 (0.657)               | 22.2 (0.874)               | 35.9 (1.413)               | 51.4 (2.024)               | 71.5 (2.815)               | 54.3 (2.138)               | 42.4 (1.669)               | 30.4 (1.197)               | 30.5 (1.201)               | 26.3 (1.035)               | 416,0 (16,378)             |
| Sursă: Ишим погода         |                            |                            |                            |                            |                            |                            |                            |                            |                            |                            |                            |                            |                            |